# Abborragölen (Backaryds socken, Blekinge)
Abborragölen är en sjö i Ronneby kommun i Blekinge och ingår i Ronnebyåns huvudavrinningsområde.